# Jesús Muñoz y Rivero
Jesús Muñoz y Rivero (1851 - 1890), fue un paleógrafo español.

## Biografía
Fue catedrático por oposición de Paleografía general y crítica en la Escuela Superior de Diplomática de Madrid. Publicó interesantes trabajos, entre ellos una monografía consagrada a la letra visigótica (1881). Según Agustín Millares Carlo, "las obras de Muñoz y Rivero han prestado y seguirán prestando por su claridad, método y excelente orientación, inestimables servicios"

## Obra
- Paleografía visigoda: método teórico-práctico para aprender a leer los códices y documentos españoles de los siglos V al XII, Madrid: Imp. La Guirnalda, 1881; reimpreso en Madrid: Daniel Jorro, 1919. Incorpora más de cuarenta láminas ilustradas por el autor.
- Paleografía popular: arte de leer los documentos antiguos escritos en castellano... Madrid : Librería de la Viuda de Hernando y Cª, 1886.
- Manual de paleografía diplomática española de los siglos XII al XVII: método teórico-práctico para aprender a leer los documentos españoles de los siglos XII al XVII, Madrid: Viuda de Hernando, 1880. Una segunda edición, Madrid, Manuel Jorro, 1917, "incorpora 240 facsímiles dibujados por el autor, con numerosos grabados en el texto"
- Nociones de diplomática española: reseña sumaria de los caracteres que distinguen los documentos anteriores al siglo XVIII auténticos de los que son falsos o sospechosos. Libros en los que se condensa la parte escriptoria, la forma del documento, medios para escribir, abreviaturas, siglas, sellos y datos históricos. Madrid: La Guirnalda, 1880.